# Musō Jikiden Eishin-ryū
Muso Jikiden Eishin Ryu (無双直伝英信流?   en hiragana: むそうじきでんえいしんりゅう) es un estilo de iaidō, actualmente el más practicado en Japón. Su traducción literal es "transmisión directa y sin igual del estilo Eishin". Con una historia de cerca de 450 años es una de las escuelas más antiguas que existen.

## Historia
El fundador de esta escuela fue Hayashizaki Jinsuke Minamoto Shigenobu, quien vivió entre 1546 y 1621, durante la Era Eiroku (1558-1569) en lo que hoy es la prefectura de Kanagawa, en Japón. Muchos de los detalles de su vida son dudosos, pues su historia ha sido impregnada de mucha ficción. Sin embargo parece claro el hecho de haber crecido en un período de constantes batallas y de haber estado en contacto con varios métodos de lucha con espadas desde muy temprana edad. Se cuenta que fue a rezar a la Prefectura de Yamagata a pedir guía y entonces recibió la inspiración divina sobre una nueva forma de mover la espada. Sin importar cuáles fueron las circunstancias, lo cierto es que hubo un momento en el que estableció su propio estilo en el uso de la espada y lo llamó Shimmei Muso Ryu, “inspirado de forma divina, estilo sin paralelo”. 
Desde entonces el estilo de Iaido de Hayashizaki ha tenido muchos nombres. Se le considera la base de dos de los principales estilos de iaido practicados actualmente: Eishin Ryu y Muso Shinden Ryu. En cada generación un Sôke, o líder de un grupo familiar, era designado para guiar la práctica de este arte y cada uno de los maestros han aportado su propia influencia en el desarrollo del iaidō.

## Linaje de Muso Jikiden Eishin Ryu

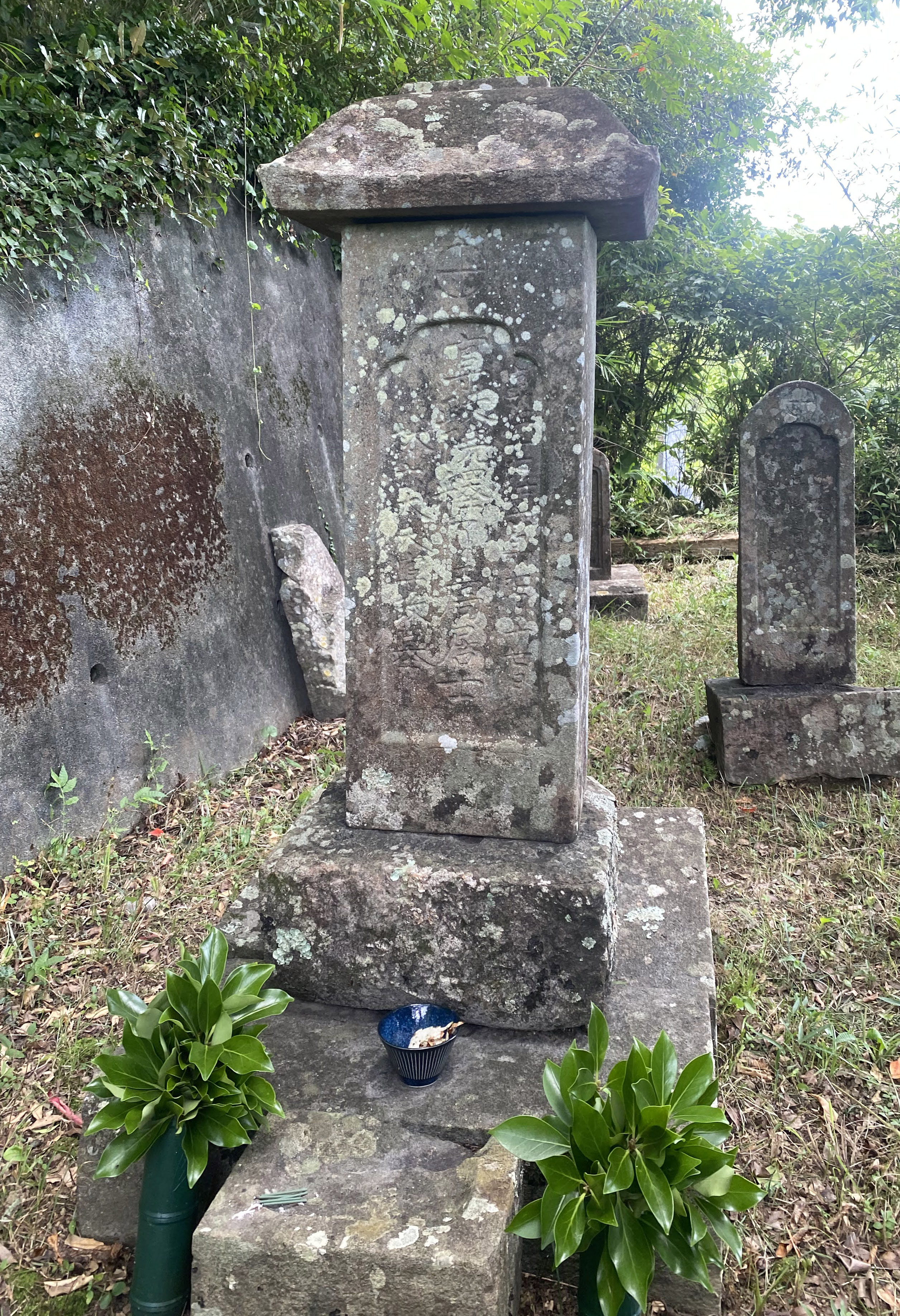
Tomb of Hayashi Rokudayu Morimasa

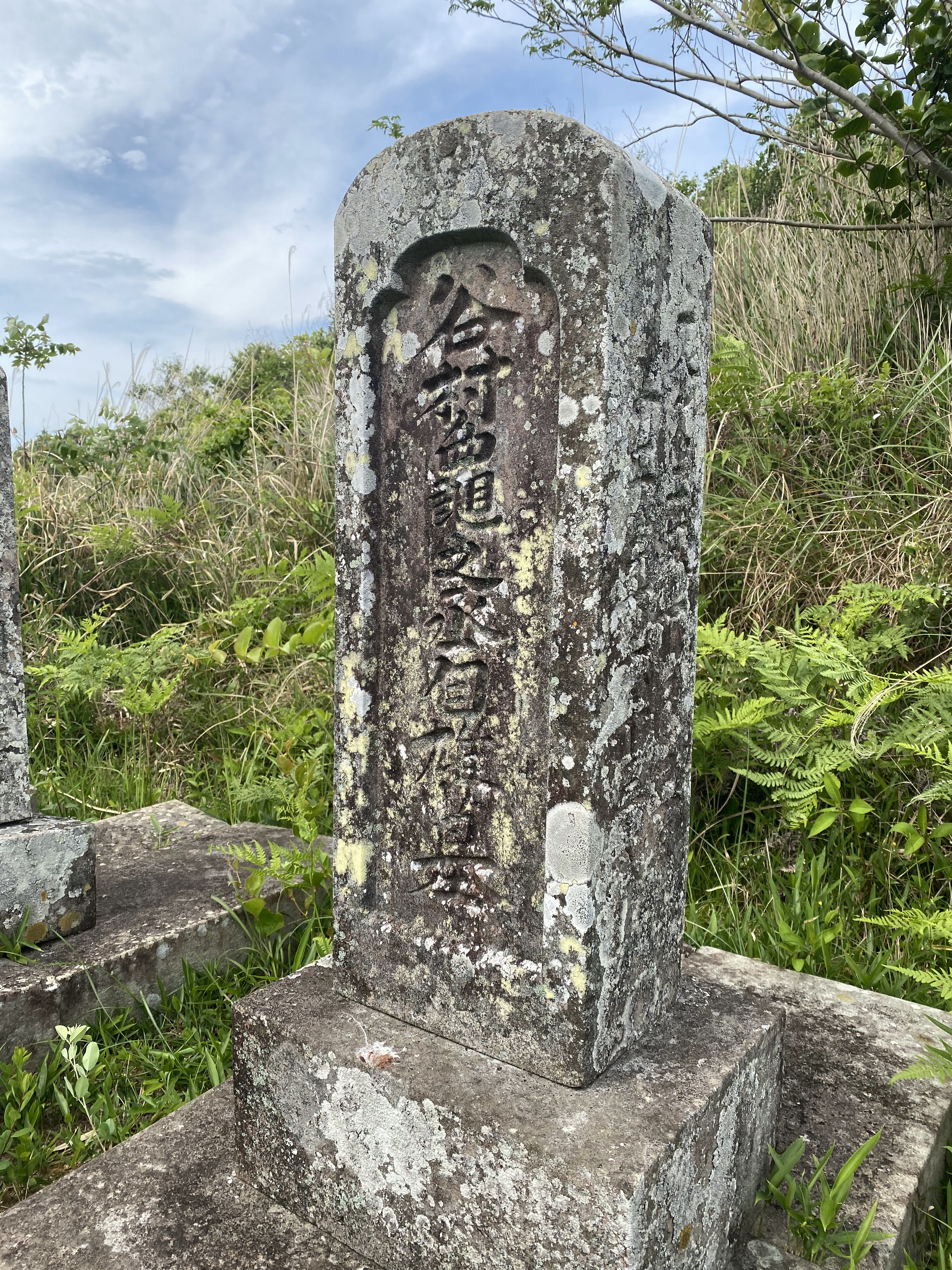
Tomb of Tanimura Kamenojō Yorikatsu, 15th head of the Musō Jikiden Eishin-ryū

Existe una línea de transmisión ininterrumpida desde Hayashizaki Jinsuke, pasando por veintidós generaciones hasta el actual conductor o guía del estilo.
- Fundador:	Hayashizaki Jinsuke Shigenobu
- 2.º 	Tamiya Heibei Shigemasa
- 3.º 	Nagano Muraku Nyudo Kinrosai
- 4.º 	Momo Gumbei Mitsushige
- 5.º 	Arikawa Shozaemon Munetsugu
- 6.º 	Banno Danoemon no Jo Nobusada
- 7.º 	Hasegawa Chikaranosuke Eishin Hidenobu
- 8.º 	Arai Seitetsu Kiyonobu
- 9.º 	Hayashi Rokudayu Morimasa
- 10.º 	Hayashi Yasudayu Masakusu
- 11.º 	Oguro Gen-emon Kiyokatsu
- 12.º 	Hayashi Masu-no-Jo Masanari
- 13.º 	Yoda Manzo Takakatsu (Toshikatsu)
- 14.º 	Hayashi Yadayu Masataka (Masatoshi)
- 15.º 	Tanimura Kame-no-Jo Yorikatsu
- 16.º 	Goto Magobei Masasuke
- 17.º 	Oe Masaji (Shikei)

A partir de aquí aparecen tres ramas: Yamauchi-ha, Hokiyama-ha y Masaoka-ha.
Muso Jikiden Eishin Ryu Iai-Jutsu Komei Jyuku, la rama Yamauchi-ha continuó:
- 18.º Yamauchi Toyotake
- 19. Kono Kanemitsu
- 20. Onoe Masamitsu
- 21. Sekiguchi Takaaki (Komei) (actual soke)

Muso Jikiden Eishin Ryu IaiJutsu Jikishin, la rama Masaoka-ha tuvo los siguientes maestros:
- 18.º 	Masaoka Kasumi
- 19.º 	Narisei Sakahiro
- 20.º 	Miura Takeyuki Hidefusa
- 21.º 	Shimabukuro Masayuki Hanshi (designado próximo soke)

Muso Jikiden Eishin Ryu Iaido, la rama Hokiyama-ha siguió:
- 18.º Hogiyama Namio (1891-1935)
- 19.º Fukui Harumasa (1884-1971)
- 20.º Kono Hyakuren (1899-1974)
- 21.º Fukui Torao Seisan (1916-2001)
- 22.º Ikeda Takashi Seiko (actual soke)

Muchos de los historiadores del Iaido coinciden en que la inspiración para el nombre de Eishin Ryu tiene su origen en el nombre de la séptima generación de maestros, Hasegaya Chikaranosuke Eishin. De hecho, las letras que componen su nombre son las mismas usadas en el del estilo. El séptimo soke, Hasegawa Eishin, reformó la escuela teniendo en cuenta los cambios que ocurrieron en su época, pero manteniéndose fiel al espíritu perdurable del estilo y dominando el manejo de un nuevo tipo de sable. Durante la época de Hasegawa el diseño del sable evolucionó del tachi al katana. El nuevo estilo del sable y de la forma de llevarlo eran diferentes. Estos cambios estilísticos exigían cambios fundamentales en la técnica de este arte. El nuevo desafío fue resuelto con éxito por el hombre cuyo nombre pasará a convertirse en el nombre del estilo, refinándolo al punto de excelencia. De hecho, esta fue una de las razones por las que, antes de que Toyotomi Hideoshi asumiera el poder en 1590, la escuela se ganó el título “Muso Ken” (sable sin igual).
Entre dos mil y tres mil personas practican Eishin Ryu actualmente en Japón y hay exponentes por todo el mundo. La administración de la organización está principalmente bajo la responsabilidad de la Asociación de Tradiciones Eishin Ryu (Eishin Ryu Traditions Association), es guiado por el Soke y por todas las Federaciones de Iaido de Japón, la cual supervisa competiciones e iniciativas en muchos y diferentes estilos de Iaido.
El Próximo Soke designado de la línea Jikishin, Hanshi Masayuki Shimabukuro, tiene designado para la Costa Este de USA, Centro y Sudamérica como Director de Jikishin-Kai International al Renshi Carl Long. Con filiales en distintas partes del mundo, en Argentina la escuela se encuentra representada por Javier A. F. Machado Sensei.
El soke actual de la rama Yamauchi-ha, Sekiguchi Takaaki (Komei), ha designado a Martín Argüello Sensei, como Shibuchô (representante) de la escuela en Argentina, a Marcos Sala Ivars como Shibuchô de España.